# Фогу (остров)
Фогу (порт. Fogo, «огонь, пламя, пожар») — остров в составе республики Кабо-Верде, на котором расположен действующий вулкан Фогу. Площадь острова — 476 км², население — 37 071 человек.

## История
Остров был открыт португальцами в 1460 г.; его первоначальное название Сан-Филипи (порт. São Filipe) сохранилось за главным городом. Он был переименован в Фогу после разрушительного извержения в 1675 или 1680 г., сформировавшего его современный облик. Тогда же часть населения переселилась на соседний остров Брава.
Близость Фогу к острову Сантьягу (50 км) и его сельскохозяйственный потенциал привели к тому, что он был заселён вторым среди всех островов архипелага. Через 100 лет после открытия на острове трудились около 2000 рабов, выращивая и обрабатывая хлопок. Этот материал был «разменной монетой» при покупке рабов на рынках Африки, где португальская корона позволяла приобретать рабов только в обмен на товары местного производства.
В XVIII и XIX веках к берегам Фогу и Брава подходили американские китобойные суда для пополнения команды и возобновления запасов воды и продовольствия. Довольно много кабовердианцев в результате переселилось в США (в основном, в район Бостона), где и сейчас проживает одна из наиболее многочисленных диаспор.
Извержения происходили в 1785, 1799, 1847, 1852 и 1857 годах. Почти столетний период спокойствия прервался в 1951 г.; ещё одно извержение случилось в 1995 г., а последнее произошло в ноябре 2014 г.

## Административное деление
| Остров | Муниципалитет  | Община                     |
| ------ | -------------- | -------------------------- |
| Фогу   | Сан-Филипе     | Сан-Лоренсу                |
| Фогу   | Сан-Филипе     | Носса-Сеньора-да-Консейсан |
| Фогу   | Санта-Катарина | Санта-Катарина             |
| Фогу   | Моштейруш      | Носса-Сеньора-да-Ажуда     |

## Экономика, достопримечательности
Экономика острова основана на сельском хозяйстве, причём кофе и вино являются основными продуктами производства. Многие эмигранты, проживающие в США и других странах, посылают своим дальним родственникам на острове денежные средства, даже в тех случаях, когда отправитель и получатель ни разу не встречались и фактически незнакомы. Туризм становится всё более популярным. Основной достопримечательностью острова является вулкан. В его кальдере расположен небольшой посёлок Шан даш Калдейраш (порт. Chã das Caldeiras, «Равнина кальдеры»). Именно здесь микроклимат позволяет выращивать виноград для производства вина и более крепких напитков, а также кофе. С исторической точки зрения интерес представляет город Сан-Филипи, третий по величине населённый пункт Кабо-Верде.
На острове расположен природный парк Фогу.